# Discodoris rubens
Discodoris rubens é uma espécie de molusco pertencente à família Discodorididae.
A autoridade científica da espécie é Vayssière, tendo sido descrita no ano de 1919.
Trata-se de uma espécie presente no território português, incluindo a zona económica exclusiva.